# Pulsellum thomassini
Pulsellum thomassini är en blötdjursart som beskrevs av Victor Scarabino 1995. Pulsellum thomassini ingår i släktet Pulsellum och familjen Pulsellidae. Inga underarter finns listade i Catalogue of Life.